# آبگاه (شوشتر)
آبگاه (شوشتر)، روستای آبگاه، یکی از روستاهای بخش مرکزی شهرستان شوشتر در استان خوزستان است. این روستا با تاریخچه‌ای که به دوران قاجار بازمی‌گردد، امروزه با چالش‌های متعددی از جمله کاهش شدید جمعیت روبرو است.

## مردم
قومیت و زبان: مردم روستای آبگاه از قوم لر و ایل بختیاری هستند و به گویش شیرین لری بختیاری تکلم می‌کنند..

### جمعیت
بر اساس آمارهای رسمی، روستای آبگاه با پدیده کاهش شدید جمعیت روبرو بوده است:
- سرشماری ۱۳۸۵: جمعیت روستا ۱۰۰ نفر (در قالب ۵۶ خانوار) ثبت شده است.
- سرشماری ۱۳۹۵: جمعیت به شدت کاهش یافته و به ۲۴ نفر رسیده است.

این کاهش چشمگیر جمعیت، نشان‌دهنده مهاجرت گسترده ساکنان، به دلیل کمبود امکانات و فرصت‌های شغلی، میباشد.

## اقتصاد و امکانات
- وضعیت زیرساخت‌ها: علی‌رغم قرارگیری در دهستان نفت‌خیز مدرس و نزدیکی به میدان نفتی نفت‌سفید، روستای آبگاه و روستاهای مجاور آن از کمبود امکانات زیرساختی رنج می‌برند. این موضوع به عنوان یکی از دلایل اصلی مهاجرت از این منطقه شناخته می‌شود.
- تحولات اخیر: در سال‌های اخیر، پروژه‌هایی برای بهبود زیرساخت‌ها در منطقه تعریف شده است، از جمله طرح چهارخطه کردن محور شوشتر به مسجدسلیمان که از نزدیکی این روستا عبور می‌کند و می‌تواند در آینده دسترسی به آن را تسهیل کند.

## موقعیت جغرافیایی و دسترسی
- موقعیت: روستای آبگاه در دهستان شهید مدرس، از توابع بخش مرکزی شوشتر، قرار دارد.
- آدرس: این روستا در کیلومتر ۲۵ جاده اهواز به مسجد سلیمان واقع شده است.
- طبیعت منطقه: آبگاه در یک منطقه کوهستانی، دره‌ای و تپه‌ای قرار گرفته است که مشخصه بخش‌هایی از دامنه رشته‌کوه زاگرس در خوزستان است.

## تاریخچه
- قدمت: بر اساس اطلاعات موجود در برخی منابع، تاریخ بنیان‌گذاری روستا به حدود سال ۱۱۶۷ شمسی (اواخر قرن هجدهم میلادی و دوران قاجار) بازمی‌گردد.
- پل تاریخی: در گذشته یک پل راه‌آهن بین روستای آبگاه و روستای «بِتوند» وجود داشته که نشان‌دهنده اهمیت این مسیر در تاریخ حمل و نقل صنعتی منطقه بوده است.